# Jean Ritchie
Pour les articles homonymes, voir Ritchie.
Jean Ritchie (8 décembre 1922 – 1er juin 2015) est une chanteuse américaine de musique folk.

## Biographie
Jean Ritchie est née le 8 décembre 1922 à Viper dans le Kentucky, plus jeune des 14 enfants de Abigail (née Hall) et de Balis Ritchie.